# Голышева (Слободо-Туринский район)
Голышева — деревня в Слободо-Туринском районе Свердловской области России, входит в состав Усть-Ницинского сельского поселения. 

## География
Деревня Голышева расположена в 25 километрах (по автодороге в 32 километрах) к юго-востоку от села Туринская Слобода, на правом берегу реки Туры.

## Население
| 2002 | 2010 | 2021 |
| ---- | ---- | ---- |
| 68   | ↘49  | ↘44  |